# Jamesbrittenia albiflora
Jamesbrittenia albiflora är en flenörtsväxtart som först beskrevs av Verdoorn, och fick sitt nu gällande namn av O.M. Hilliard. Jamesbrittenia albiflora ingår i släktet Jamesbrittenia och familjen flenörtsväxter. Inga underarter finns listade i Catalogue of Life.